# Syn Iristona
Syn Iristona (russisk: Сын Иристона) er en sovjetisk spillefilm fra 1959 af Vladimir Tjebotarjov.

## Medvirkende
- Vladimir Tkhapsaev som Konstantin Khetagurov
- Lia Eliava som Anna Tsalikova
- Nina Alisova som Varvara Sjreders
- Nikolaj Volkov som Kokhanov
- Pavel Kadotjnikov som Dzjambul Dzakhsorov